# Lampanyctus macropterus
Lampanyctus macropterus är en fiskart som först beskrevs av Brauer, 1904.  Lampanyctus macropterus ingår i släktet Lampanyctus och familjen prickfiskar. Inga underarter finns listade i Catalogue of Life.